# 김양구
김양구(1986년 ~)는 두산 베어스의 전 야구 선수다. 배명고등학교를 졸업했다. 형은 두산 베어스의 전 투수인 김태구다.
고교시절 1학년 당시 이미 프로선수 만큼이나
140후반대 강속구로 빠른 공을 자랑하며
한때 는 전국구 넘버원이라는 수식어가
따라 붙을 정도로 실력이 출중하였으나
부상 등 잦은 논란거리가 문제가 되어 스스로
야구계를 떠나 많은 이들이 아쉬움을 들어내었다

## 출신 학교
- 마산고등학교 (중퇴) → 배명고등학교 (전학)